# Блохино (Іглінський район)
Бло́хино (рос. Блохино, башк. Блохин) — присілок у складі Іглінського району Башкортостану, Росія. Входить до складу Акбердінської сільської ради.
Населення — 41 особа (2010; 45 в 2002).
Національний склад:
- башкири — 47 %